# Abe no Hirafu
Abe no Hirafu (575 - 664) byl guvernérem Koši. Byl vyslán, aby bojoval proti původním domorodým obyvatelům Japonska, Ainuům a Emiši (ve své době známých spíše jako ebisu, barbaři). Tato tažení trvala v období let 658 - 663. Mezitím, roku 661, ještě stihl expedici do Koreje, která měla za cíl pomoci Kudaře, japonské kolonii/protektorátu/spojenci, resp. vládcům Päkče proti útokům ze strany království Silla (Širagi). V této kampani Hirafu neuspěl. Byl poražen v námořní bitvě u Hakusuki-noe spojeným loďstvem Silly a čínské flotily říše Tchang. Na to se stal guvernérem Dazaifu na Kjúšú. O Hirafuově životě se zmiňuje kronika Nihonšoki.
Má se za to, že Hirafu může být předkem jednoho či více klanů Abe, stejně jako klanů Ando a Akita.